# Milan Belica
Milan Belica (ur. 19 grudnia 1950 w Zlatych Moravcach) – słowacki samorządowiec i profesor nauk ekonomicznych, wykładowca akademicki. W latach 2001–2022 przewodniczący kraju nitrzańskiego, a od 2005 do 2022 wiceprzewodniczący Europejskiego Komitetu Regionów.        
Od 2012 członek prezydium Macierzy Słowackiej.        

## Życiorys

### Działalność naukowa
W 1974 ukończył studia na Wydziale Biznesu i Ekonomii Uniwersytetu Rolniczego w Nitrze, uzyskując tytuł inżyniera. W 1977 roku uzyskał tytuł magistra na Wydziale Zarządzania Uniwersytetu Ekonomicznego w Bratysławie. W 1983 roku przebywał na stażu we Francji. W 1985 roku uzyskał doktorat na Uniwersytecie Rolniczym w Nitrze. W tym samym roku został wykładowcą na Wydziale Systemów Informacyjnych i Finansów tej uczelni. Od 1986 do 1993 był prodziekanem tegoż wydziału. Następnie pracował jako dyrektor oddziału Polnobanku w Nitrze. W latach 1997–1998 był członkiem zarządu i dyrektorem generalnym Polnobank w Bratysławie. W 1999 roku uzyskał habilitację i tytuł profesora na Uniwersytecie Ekonomicznym w Bratysławie. 
W 2004 roku został prorektorem Uniwersytetu Konstantyna Filozofa w Nitrze. W 2010 roku został członkiem rady naukowej Uniwersytetu Rolniczego w Nitrze, a rok później przewodniczącym rady dziekańskiej tego uniwersytetu. W 2012 roku został członkiem prezydium Macierzy Słowackiej. 

### Działalność polityczna
Wstąpił do Komunistycznej Partii Słowacji, w której pozostawał do 1989 roku. Następnie do 1993 roku był członkiem Partii Demokratycznej Lewicy. 
W wyborach regionalnych w 2001 roku został wybrany przewodniczącym kraju nitrzańskiego, uzyskał 134 625 głosów (61,37%) w pierwszej turze. Dołączył do Partii Ludowej. W 2004 roku został członkiem Europejskiego Komitetu Regionów, w którym dołączył do frakcji Europejskiej Partii Ludowej, a także zasiadł w Komisji Polityki Gospodarczej (ECON) oraz Komisji Polityki Społecznej, Edukacji, Zatrudnienia, Badań Naukowych i Kultury (SEDEC). W 2005 roku uzyskał reelekcję jako przewodniczący kraju otrzymując 68 162 głosy (74,08%), został także wybrany radnym miasta Nitry. W tym samym roku wybrano go wiceprzewodniczącym Komitetu Regionów, a także przewodniczącym delegacji słowackiej w tymże gremium.
W styczniu 2009 roku zrezygnował z członkostwa w Partii Ludowej. W tym samym roku uzyskał reelekcję na stanowisku przewodniczącego kraju, jako kandydat bezpartyjny przy wsparciu koalicji Smer-SD, SDKÚ-DS, KDH uzyskał 74 247 głosów (60,28%). W wyborach regionalnych w 2013 roku startował z poparciem Słowackiej Partii Narodowej i Smer. Zwyciężył w drugiej turze wyborów z Tomášem Galbavým otrzymując 50 071 głosów (55,61%). W marcu 2017 roku zapowiedział, że będzie ponownie ubiegał się o reelekcję jako przewodniczący kraju. Zwyciężył w wyborach otrzymując 52 184 głosy (34,10%). W grudniu tego samego roku ponownie złożył ślubowanie.
W wyborach regionalnych w 2022 roku ponownie ubiegał się o urząd przewodniczącego kraju. W wyborach zajął drugie miejsce z wynikiem 46 710 głosów (21,85%). 5 grudnia tego samego roku na stanowisku przewodniczącego kraju zastąpił go Branislav Becík.

## Życie prywatne
Jest żonaty, ma dwoje dzieci. Deklaruje znajomość języka francuskiego, włoskiego, rosyjskiego, angielskiego.